# إرنست لوف
إرنست لوف (بالألمانية: Ernst Loof)‏ (و. 1907 – 1956 م) هو سائق فورمولا 1، ومهندس، ومتسابق دراجات نارية ألماني، ولد في أوشرسليبن، توفي في بون، عن عمر يناهز 49 عاماً، بسبب سرطان الدماغ.